# Anacamptodon minimus
Anacamptodon minimus là một loài Rêu trong họ Fabroniaceae. Loài này được W.R. Buck mô tả khoa học đầu tiên năm 1980.